# Régis Rothenbühler
Régis Rothenbühler (Neuchâtel, 11 ottobre 1970) è un allenatore di calcio ed ex calciatore svizzero, di ruolo terzino.
È stato assistente allenatore di Roberto Morinini sulla panchina dell'AC Bellinzona e per anni è stato formatore dell'FC Ticino.
Régis Rothenbühler dalla stagione 2011-12 è allenatore del FC Mendrisio, compagine di Prima Lega (Gruppo 3).